# Doom
Doom, čti [du:m], je akční počítačová hra, vydaná 10. prosince 1993 společností ID Software. Je to jedna z nejvýznamnějších videoher v historii a je často uváděna jako jedna z nejlepších her všech dob. Spolu se svým předchůdcem Wolfenstein 3D pomáhal Doom definovat žánr FPS a inspiroval řadu podobných her, poté známých jako „Doom klony“. Byla průkopníkem technologií, jako je zdokonalená 3D grafika, síťové hraní pro více hráčů a podpora úprav prostřednictvím mapových souborů (WAD).
Hra dostala rozšíření Final Doom a Doom 64. Na hru navázalo pokračování: Doom II (1994), Doom 3 (2004), Doom (2016), Doom Eternal (2020) a Doom: The Dark Ages (2025). Podle hry byl natočen i film a vyšly i různé stolní hry, komiksy a knihy.

## Příběh

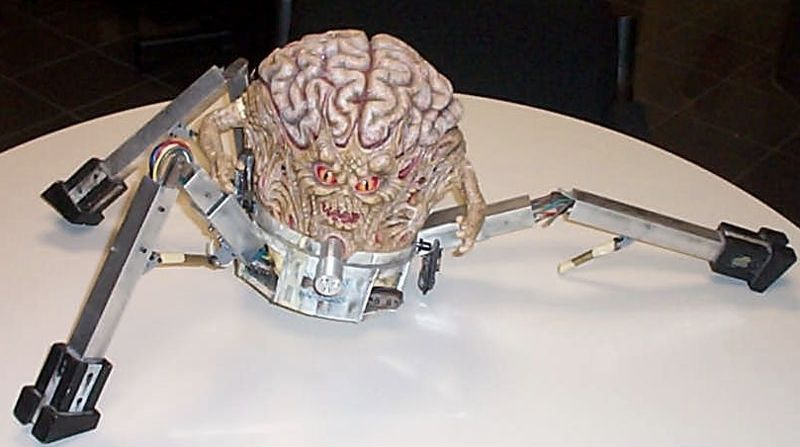
Model Spider Masterminda

Doom vykresluje sci-fi/hororový příběh elitního mariňáka vyslaného na Mars po napadení svého velícího důstojníka, který nařídil, aby jeho jednotky začaly střílet na civilisty. Pro mariňáky je Mars tím nejnudnějším místem.
Společnost UAC (Union Aerospace Corporation) tajně experimentovala s teleportací vytvořením brány mezi dvěma měsíci Marsu: Phobosem a Deimosem. Zpočátku šlo vše dobře – teleportace fungovala bez problému. Cosi se ale pokazilo, počítačové systémy na Phobosu hlásily poruchu a Deimos zmizel úplně. Z teleportační brány začali vylézat démoni z pekla, kteří zabili nebo posedli všechny zaměstnance UAC.
Obdržíte zprávu od vědců se zběsilým voláním o pomoc. Proto se skupinou dalších vojáků odletíte na Phobos. Mariňák má hlídat obvod pouze s pistolí, zatímco zbytek skupiny postupuje dovnitř. Později, co se komunikace přeruší, vyjde mariňákovi vše najevo. Všichni jsou mrtví, jen on přežil. Mariňák sám nemůže opustit Phobos lodí a jediná cesta ven je probojovat se komplexem Phobosu. Celkem se musí probít 27 úrovněmi ve 3 epizodách. V expanze Ultimate Doom je navíc jedna epizoda.
První epizoda Knee-Deep in the Dead (Po kolena v mrtvých), jediná v shareware verzi, se odehrává ve výzkumných, průmyslových a vojenských high-tech základnách, elektrárnách, počítačových centrech a geologických anomálií na Phobosu. Proto musí mariňák těmito budovami projít. Nakonec se probojuje celým Phobosem. Poté vstupuje do teleportu vedoucí na Deimos. Ve druhé epizodě, The Shores of Hell (Břehy pekla), se mariňák musí probojovat přes zařízení na Deimosu, které jsou podobné těm na Phobosu, ale zborcené a deformované invazí démonů. Zvládne to. Poté, co na konci Deimosu porazí monstrózního Cyberdémona, zjistí pravdu o zmizelém měsíci: vznáší se nad samotným peklem. Třetí epizoda s názvem Inferno začíná poté, co mariňák sestoupá z Deimosu na povrch pekla. Zde se probojuje přes jeho povrch. Nakonec zde narazí na monstrózního Spider Masterminda, kterého porazí. Následně projde skrytým průchodem vedoucím na Zemi.
Nicméně hořící město a hlava králíka nabodnutá na kůl (v expanzi Ultimate Doom je uveden jako domácí mazlíček mariňáka, Daisy) naznačují, že démoni napadli Zemi. Zde si připravují půdu pro peklo, což vykresluje následující díl, Doom II: Hell on Earth.
V expanzi Ultimate Doom se ve čtvrté epizodě Thy Flesh Consumed (Tvé konzumované maso) mariňák statečně postaví proti hordám démonů, které Spider Mastermind zaslal prostřednictvím skrytého průchodu na Zemi ještě před mariňákovým příchodem. Pozemské lokality této epizody jsou různé, včetně high-tech základen a démonických chrámů. Mariňák nakonec démonické hordy sice zlikviduje, ale ani to už nedokáže zastavit pekelnou invazi na Zemi, která pokračuje v následujícím díle Doom II: Hell on Earth.

## Grafický engine

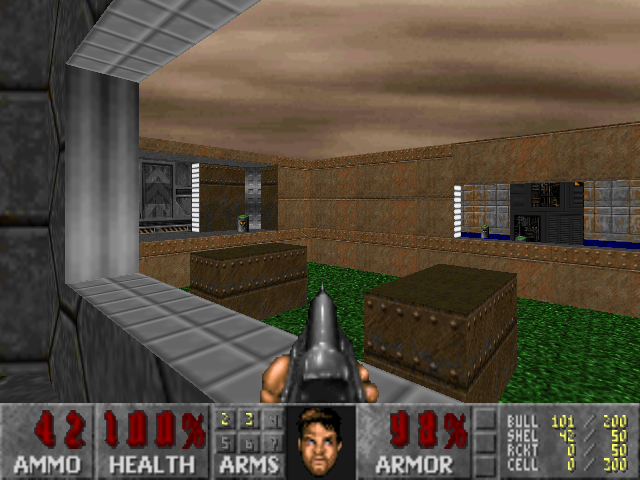
iWad FreeDoom (pro ilustraci)

Grafický engine byl na svou dobu revoluční. Žádné jiné hře se už nepovedl takový grafický skok[zdroj?]. Oproti první first‑person‑shooter od ID software s názvem Wolfenstein 3D tu přibyly textury podlah a stropu, paralaxní obloha, víceúrovňové mapy se schody a výtahy.
Engine hry je pseudo-3D z pohledu hráče, založený na 2D mapě rozdělené do sektorů, z nichž každý má přiřazenou číselnou hodnotu, která určuje, jak vysoko na obrazovce se bude vykreslovat, herní engine pak tyto sektory vykresluje na základě tzv. binary space partitioning; nelze tedy používat některé typické rysy 3D prostředí jako jsou vícepatrové místnosti, míření nahoru a dolů apod. Rozlišení hry je v 320 × 200 px, což bylo v roce 1993 průměrné rozlišení.
Doom byl ve své době hrou náročnou na výkon PC. Tento v té době špičkový engine využilo několik dalších her, mezi nejznámější patří Heretic od firmy Raven software (a z Heretica pak Hexen: Beyond Heretic), která s Id Software úspěšně spolupracuje řadu let.
O revolučnosti hry vypovídá fakt, že na dlouhá léta se pro hry typu first‑person‑shooter vžil název Doom klon nebo doomovka.
Grafický engine Doom je k dispozici pro různé platformy (Windows, Linux a další, také si ho můžete zahrát například na ipodu se zvláště upraveným linuxem – iPod Linux Project) nebo na mobilech s OS Android.

### Soubory .WAD (iwady)
Hra Doom (a její klony) mají veškeré textury (a to jak objektů, zdí, nebo i nepřátel), mapy úrovní a zvuky uložené v souboru .WAD. Na jeho editaci bylo vytvořeno mnoho programů. Lze je rozdělit do dvou kategorií – některé upravují úrovně (např. WadAuthor, DEU), jiné upravují zase grafiku hry (např. NWT), další editují samotný spustitelný soubor EXE (doom.exe nebo doom².exe), čímž umožňují plnou kontrolu nad hrou (např. Dehacked).
Na rozdíl od dalších her, které vyšly později, Doom není plně 3D, což velmi usnadňuje editaci. Prostředí tvoří ve skutečnosti 2D mapa, třetí rozměr je výška, stanovená jako číselná hodnota udávaná nad základní úrovní. To má za následek, že nelze mít dva prostory nad sebou. V novějších portech, např. GZDoom, to už lze.
Existují také upravené iwady, které udělají z Dooma úplně jinou hru (například udělají z Dooma Half‑Life). Nebo je možné si například stáhnout OpenDoom iwad, který je předělávkou klasického Dooma, ale zdarma a pod licencí GPL.

### Editace úrovní
V editoru se každá úroveň zobrazí jako dvojrozměrná mapa; přestože prostředí je trojrozměrné. Ta se skládá ze sektorů, které jsou mezi sebou oddělené stěnami. Ty mohou být buď oboustranné (tzn. spojují dva sektory) nebo jednostranné (za nimi se nachází needitovaný prostor). Na každé stěně může být sice jen jedna textura, zato ale v případě, že se dva sektory nenapojují v jedné rovině, je možné umístit dvě textury (nahoře a dole), jako je tomu např. u vytváření oken nebo schodů. Stěny (sidedefs) se spojují v tzv. uzlech (vertex). Jsou to zároveň i rohy jednotlivých sektorů (místností), může se jich zde stýkat ohromné množství. Sektory nebo stěny se nemohou vzájemně překrývat, pokud se ale tak stane, po spuštění hry dojde k různým podivným efektům; oba překrývané sektory se budou mezi sebou prolínat. Pokud má fungovat nějaký mechanismus (např. snižující se strop), musí se nadefinovat vlastnosti stěny (klidně i průchozí) tak, aby uvedla nějaký sektor v činnost. Poté stačí jenom stěnu použít (zmáčknutí tlačítka), střelit do ní nebo jí projít. Této provázanosti se říká tag. Klasický level Doomu obsahuje asi 20 tagů, některé z nich ovládají i více sektorů současně.

## Zbraně
K zabíjení nepřátel slouží veliké množství zbraní, jsou jimi:
- Motorová pila & Pěsti (oboje jsou pod jednou klávesou)
- Pistole
- Brokovnice
- Rotační kulomet
- Raketomet
- Plazmová puška
- BFG9000 – Je to nejsilnější (v celé herní historii i nejspíš nejslavnější) zbraň schopná zabíjet hordy nepřátel. Jediným výstřelem lze zlikvidovat Barona of Hell, nebo desítky Zombiemanů či Impů. Třemi výstřely lze zlikvidovat Cyberdemona a pěti Spidera Masterminda. BFG je zkratka, kterou Tom Hall (člen Id Software teamu) vysvětluje v dokumentech originální hry DOOM a v manuálu hry DOOM 2 jako Big Fucking Gun (Kurevsky velká zbraň). Tento název byl použit i ve filmové adaptaci hry DOOM. Ostatní výklady jsou například Bio Force Gun (Bio-silová zbraň) , Big Fragging Gun (Velká tříštící zbraň), Big Fat Gun (Velká tlustá zbraň), Big Fun Gun (Velká zábavná zbraň), či Blast Field Gun (Výbušná polní zbraň).

## Nepřátelé
Ve hře se vyskytují tito nepřátelé:
- Zombieman – Zombifikovaný člověk. Má zelené vlasy, rudé oči a uniformu má od krve. Používá útočnou pušku.
- Shotgun Guy – Taktéž člověk. Je plešatý, má černou uniformu a rudé oči. Používá brokovnici.
- Imp – Hnědý démon posetý bílými ostny. Z rukou vystřeluje ohnivé koule.
- Demon – Zvaný též Pinky. Narůžovělý démon. Útočí pouze svými pařáty.
- Spectre – Neviditelný narůžovělý démon. Vypadá jako jeho šmouha a vydává stejné zvuky. Taktéž útočí pouze svými pařáty.
- Lost Soul – Létající hořící lebka. Útočí tím, že naráží do hráče.
- Cacodemon – Zřejmě nejznámější postava ze hry Doom. Létající červená koule. Má rohy a jedno zelené oko. Z tlamy vystřeluje kulové blesky.
- Baron of Hell – Už větší démon. Nohy má pokryté hnědou srstí a na nich kopyta (jako čert), horní část těla má narůžovělou. Ruce mu hoří zeleným ohněm, který vystřeluje v podobě zelených koulí.
- Cyberdemon – Veliký démon. Vypadá podobně jako Baron of Hell, ale je celý hnědý a některé části těla má nahrazeny robotickými ("kyborg"). Ze své mechanické ruky s kanónem místo prstů vystřeluje rakety (stejně jako zbraň Raketomet).
- Spider Mastermind – Boss celé hry. Má vcelku děsivý vzhled. Vypadá jako mozek připevněný na čtyři mechanické nohy. Má i tvář, ostré zuby a dvě veliké rudé oči. K boji používá silný rotační kulomet.

## Soundtrack
Doom i první pokračování Doom II se vyznačují typickým a dnes již zlidovělým hudebním doprovodem, čerpajícím zejména z trash metalu 80. a počátku 90. let. Pozorný posluchač při hraní obou her snadno rozpozná hudební motivy od skupiny Pantera, konkrétně z alba Vulgar Display of Power z roku 1992 (skladby Mouth for War, Regular People [Conceit], Rise, This Love), Slayer (Behind the Crooked Cross, Criminally Insane) či Metallica (Master of Puppets), objevují se ale i další výpůjčky od rockových kapel, namátkou Alice in Chains nebo Black Sabbath.

## Odezva
Doom byl ve své době nesmírně populární hra. Popularita hry vedla Billa Gatese k úvahám o koupi id Software a využití Doomu jako prostředku k propagaci nového systému, což se nakonec nestalo.
První epizodu, která byla volně distribuována jako shareware, během dvou let hrálo odhadem 15–20 milionů lidí. Ještě dnes existuje velké množství fanoušků Doomu. A to hlavně pro některé rysy hry, které nikdo jiný nedokázal zdokonalit nebo zlepšit – nízké nároky na hardware (dnes), velké možnosti měnit hru (jednoduchá editace úrovní, možnost importovat grafiku, stahování dalších úrovní z internetu). Také vyšly programy jako ZDOOM a Doom Legacy, které zlepšují grafiku na dnešní úroveň.

## Source Porty (Enginy)

### ZDOOM
S ZDoom engine který používá původní datové WAD soubory hra dosahuje nových možností. Na rozdíl od původního Doom.exe a Doom².exe funguje ZDoom a jeho modifikace bezproblémově pod Windows XP a Windows Vista a přináší tak Doom i dnešním hráčům. Je zde možnost nastavení různých módů hry, skákání, rozhlížení myší nahoru i dolu, lepší rozlišení, krev a stopy po zbraních na zdech, atd.

### GZDOOM
Jedná se o verzi ZDOOMu s použitím OPENGL (není tvořena autorem ZDOOMu). Lze zde koukat plně nahoru a dolu, fungují MD2/MD3 modely; vysoké rozlišení textur, 3D podlahy.

### SKULLTAG
Kopie GZDOOMu s podporou multiplayeru (max. 32 hráčů).

### Zandronum
Herní Engine který napodobuje ZDoom + Podpora Multiplayeru (max. 64 hráčů).
Výhody: Kvalitní Nastavení, MouseLook , Podpora Modifikací co nepodporuje ZDoom a Skulltag

### ZDaemon
Engine ZDoom využívá velice populární ZDaemon. Jedná se o multiplayerový engine, využívající síť serverů po celém světě k hraní hry Doom. Po vytvoření konta a nastavení cesty k datovým souborům WAD je možné hrát klasické mapy Doom1 a Doom² ale od roku 2004 i další módy typu CTF.

### Grafika spoužitím Doomsday Enginu
S Doomsday Enginem může hra v závislosti na různých nainstalovaných vylepšeních vypadat velice moderně. Tato modifikace se nazývá jDoom. S nainstalovanými 3D modely je plně 3D, takže se zde již nevyskytují žádné sprity; engine je založen na stejné bázi jako populární Quake 3. Všechny předměty, ozdoby na stěnách, zbraně, monstra, atp. jsou pak plně 3D. Dalším vylepšením jsou pak dynamická světla a jiné podobné efekty. Rozlišení hry s Doomsday Enginem může dosahovat až 1680 × 1050, a zvuk může být s použitím systému EAX 5.1. Přidána byla rovněž možnost ve hře skákat či plně využít mouselook. Doomsday Engine umí podporu Oculus Rift
Po Doomu vydali ID Software ještě podobné úspěšné hry, hlavně sérii Quake. Žádná z dalších her ale svojí originalitou a jednoduchostí nepředčila klasický Doom, nejvíce se této jednoduchosti přiblížil Quake 3: Arena.
Byly vydány datadisky s úrovněmi jako byl Ultimate Doom a Final Doom. Časem se na internetu začaly objevovat celé nové epizody vytvořené fanoušky.

## Předělávky
Doom Remake (DR4) z roku 2019 proměňuje klasický Doom v plně 3D hru s HD grafikou a texturami. Doom Ray Traced z roku 2022 obohacuje klasický Doom o sledování paprsků světla (Ray tracing), tedy trasování odrazů světla v reálném čase.

## Cheaty
Psáno na klávesnici:
- IDDQD – Nesmrtelnost.
- IDKFA – Všechny zbraně, plná munice, klíče a 200% brnění.
- IDFA – Všechny zbraně, plná munice a 200% brnění.
- IDCLEVxy – Okamžitá teleportace na začátek levelu xy, kde x značí číslo epizody a y číslo levelu.
- IDCLIP, IDSPISPOPD – Procházení zdmi.
- IDDT – První zadání odkryje celou mapu, druhé všechny nepřátele/předměty a třetí vrátí původní mapu.
- IDBEHOLDI – Neviditelnost (dočasná – 60 sekund).
- IDBEHOLDL – Noční vidění – osvětlení všech místností (dočasné – 120 sekund).
- IDBEHOLDR – Radiační oblek – proti všem typům lávy (dočasný – 60 sekund).
- IDBEHOLDV – Nesmrtelnost (dočasná – 30 sekund).
- IDBEHOLDA – Mapa (po celý level).
- IDBEHOLDS – Berserk – zesílená síla pěsti, při rozběhu ještě 2× silnější (po celý level).
- IDCHOPPERS – Motorová pila a zobrazení hlášky „… doesn't suck – GM“.
- IDMUSxx – Změna hudby, kde xx značí dvojčíslí v rozmezí 01 až 33.
- IDMYPOS – Vypíše současnou pozici hráče.